# Liste der argentinischen Fußballmeister
Die Liste der argentinischen Fußballmeister führt alle nationalen Meister im Fußball in Argentinien auf.
Die erste Fußballmeisterschaft in Argentinien wurde 1891 in der von der Association Argentine Football (AAF) gegründeten Primera División mit fünf Mannschaften ausgespielt. Unter der Leitung des „Vaters des argentinischen Fußballs“, Alexander Watson Hutton, wurde der Verband 1893 als Asociación del Fútbol Argentino (AFA) reorganisiert, unter deren Dach bis heute die nationalen Fußballwettbewerbe ausgetragen werden.
Gegen die AFA haben sich in den ersten Jahrzehnten des 20. Jahrhunderts Konkurrenzverbände zu etablieren versucht, die allerdings keinen dauerhaften Bestand hatten. Dies waren die Federación Argentina de Football (FAF; 1912–1914), die Asociación Amateurs de Football (AamF, 1919–1926) und die Liga Argentina de Football (LAF, 1931–1934). Deren ausgespielte Meisterschaften werden heute allerdings als gleichberechtigt mit denen der AFA anerkannt.

## Liste der Fußballmeister der Herren
Amateurära
| Saison | Saison | Meister                             |
| ------ | ------ | ----------------------------------- |
| 1891   | 1891   | St. Andrew’s Scots School           |
| 1892   | 1892   | Meisterschaft nicht ausgetragen     |
| 1893   | 1893   | Lomas AC                            |
| 1894   | 1894   | Lomas AC                            |
| 1895   | 1895   | Lomas AC                            |
| 1896   | 1896   | Lomas Academy                       |
| 1897   | 1897   | Lomas AC                            |
| 1898   | 1898   | Lomas AC                            |
| 1899   | 1899   | Belgrano AC                         |
| 1900   | 1900   | Alumni AC                           |
| 1901   | 1901   | Alumni AC                           |
| 1902   | 1902   | Alumni AC                           |
| 1903   | 1903   | Alumni AC                           |
| 1904   | 1904   | Belgrano AC                         |
| 1905   | 1905   | Alumni AC                           |
| 1906   | 1906   | Alumni AC                           |
| 1907   | 1907   | Alumni AC                           |
| 1908   | 1908   | Belgrano AC                         |
| 1909   | 1909   | Alumni AC                           |
| 1910   | 1910   | Alumni AC                           |
| 1911   | 1911   | Alumni AC                           |
| 1912   | AFA    | Quilmes AC                          |
| 1912   | FAF    | CA Porteño                          |
| 1913   | AFA    | Racing Club                         |
| 1913   | FAF    | Club Estudiantes de La Plata        |
| 1914   | AFA    | Racing Club                         |
| 1914   | FAF    | CA Porteño                          |
| 1915   | 1915   | Racing Club                         |
| 1916   | 1916   | Racing Club                         |
| 1917   | 1917   | Racing Club                         |
| 1918   | 1918   | Racing Club                         |
| 1919   | AFA    | CA Boca Juniors                     |
| 1919   | AAmF   | Racing Club                         |
| 1920   | AFA    | CA Boca Juniors                     |
| 1920   | AAmF   | CA River Plate                      |
| 1921   | AFA    | CA Huracán                          |
| 1921   | AAmF   | Racing Club                         |
| 1922   | AFA    | CA Huracán                          |
| 1922   | AAmF   | CA Independiente                    |
| 1923   | AFA    | CA Boca Juniors                     |
| 1923   | AAmF   | CA San Lorenzo de Almagro           |
| 1924   | AFA    | CA Boca Juniors                     |
| 1924   | AAmF   | CA San Lorenzo de Almagro           |
| 1925   | AFA    | CA Huracán                          |
| 1925   | AAmF   | Racing Club                         |
| 1926   | AFA    | CA Boca Juniors                     |
| 1926   | AAmF   | CA Independiente                    |
| 1927   | 1927   | CA San Lorenzo de Almagro           |
| 1928   | 1928   | CA Huracán                          |
| 1929   | 1929   | Club de Gimnasia y Esgrima La Plata |
| 1930   | 1930   | CA Boca Juniors                     |

Profiära
| Saison | Saison          | Meister                   |
| ------ | --------------- | ------------------------- |
| 1931   | AFA             | CA Estudiantil Porteño    |
| 1931   | LAF             | CA Boca Juniors           |
| 1932   | AFA             | Club Sportivo Barracas    |
| 1932   | LAF             | CA River Plate            |
| 1933   | AFA             | CS Dock Sud               |
| 1933   | LAF             | CA San Lorenzo de Almagro |
| 1934   | AFA             | CA Estudiantil Porteño    |
| 1934   | LAF             | CA Boca Juniors           |
| 1935   | 1935            | CA Boca Juniors           |
| 1936   | Copa de Honor   | CA San Lorenzo de Almagro |
| 1936   | Copa Campeonato | CA River Plate            |
| 1936   | Copa de Oro     | CA River Plate            |
| 1937   | 1937            | CA River Plate            |
| 1938   | 1938            | CA Independiente          |
| 1939   | 1939            | CA Independiente          |
| 1940   | 1940            | CA Boca Juniors           |
| 1941   | 1941            | CA River Plate            |
| 1942   | 1942            | CA River Plate            |
| 1943   | 1943            | CA Boca Juniors           |
| 1944   | 1944            | CA Boca Juniors           |
| 1945   | 1945            | CA River Plate            |
| 1946   | 1946            | CA San Lorenzo de Almagro |
| 1947   | 1947            | CA River Plate            |
| 1948   | 1948            | CA Independiente          |
| 1949   | 1949            | Racing Club               |
| 1950   | 1950            | Racing Club               |
| 1951   | 1951            | Racing Club               |
| 1952   | 1952            | CA River Plate            |
| 1953   | 1953            | CA River Plate            |
| 1954   | 1954            | CA Boca Juniors           |
| 1955   | 1955            | CA River Plate            |
| 1956   | 1956            | CA River Plate            |
| 1957   | 1957            | CA River Plate            |
| 1958   | 1958            | Racing Club               |
| 1959   | 1959            | CA San Lorenzo de Almagro |
| 1960   | 1960            | CA Independiente          |
| 1961   | 1961            | Racing Club               |
| 1962   | 1962            | CA Boca Juniors           |
| 1963   | 1963            | CA Independiente          |
| 1964   | 1964            | CA Boca Juniors           |
| 1965   | 1965            | CA Boca Juniors           |
| 1966   | 1966            | Racing Club               |

Saisonmodus Metropolitano und Nacional
| Saison | Saison           | Meister                      |
| ------ | ---------------- | ---------------------------- |
| 1967   | Metropolitano    | Club Estudiantes de La Plata |
| 1967   | Nacional         | CA Independiente             |
| 1968   | Metropolitano    | CA San Lorenzo de Almagro    |
| 1968   | Nacional         | CA Vélez Sársfield           |
| 1969   | Metropolitano    | CA Chacarita Juniors         |
| 1969   | Nacional         | CA Boca Juniors              |
| 1970   | Metropolitano    | CA Independiente             |
| 1970   | Nacional         | CA Boca Juniors              |
| 1971   | Metropolitano    | CA Independiente             |
| 1971   | Nacional         | CA Rosario Central           |
| 1972   | Metropolitano    | CA San Lorenzo de Almagro    |
| 1972   | Nacional         | CA San Lorenzo de Almagro    |
| 1973   | Metropolitano    | CA Huracán                   |
| 1973   | Nacional         | CA Rosario Central           |
| 1974   | Metropolitano    | CA Newell’s Old Boys         |
| 1974   | Nacional         | CA San Lorenzo de Almagro    |
| 1975   | Metropolitano    | CA River Plate               |
| 1975   | Nacional         | CA River Plate               |
| 1976   | Metropolitano    | CA Boca Juniors              |
| 1976   | Nacional         | CA Boca Juniors              |
| 1977   | Metropolitano    | CA River Plate               |
| 1977   | Nacional         | CA Independiente             |
| 1978   | Metropolitano    | Quilmes AC                   |
| 1978   | Nacional         | CA Independiente             |
| 1979   | Metropolitano    | CA River Plate               |
| 1979   | Nacional         | CA River Plate               |
| 1980   | Primera División | CA River Plate               |
| 1980   | Nacional         | CA Rosario Central           |
| 1981   | Primera División | CA Boca Juniors              |
| 1981   | Nacional         | CA River Plate               |
| 1982   | Nacional         | Club Ferro Carril Oeste      |
| 1982   | Primera División | Club Estudiantes de La Plata |
| 1983   | Nacional         | Club Estudiantes de La Plata |
| 1983   | Primera División | CA Independiente             |
| 1984   | Nacional         | Club Ferro Carril Oeste      |
| 1984   | Primera División | AA Argentinos Juniors        |
| 1985   | Nacional         | AA Argentinos Juniors        |

Europäischer Saisonmodus
| Saison  | Saison  | Meister              |
| ------- | ------- | -------------------- |
| 1985/86 | 1985/86 | CA River Plate       |
| 1986/87 | 1986/87 | CA Rosario Central   |
| 1987/88 | 1987/88 | CA Newell’s Old Boys |
| 1988/89 | 1988/89 | CA Independiente     |
| 1989/90 | 1989/90 | CA River Plate       |
| 1990/91 | 1990/91 | CA Newell’s Old Boys |

Saisonmodus Apertura und Clausura
| Saison | Saison   | Meister                      |
| ------ | -------- | ---------------------------- |
| 1991   | Apertura | CA River Plate               |
| 1992   | Clausura | CA Newell’s Old Boys         |
| 1992   | Apertura | CA Boca Juniors              |
| 1993   | Clausura | CA Vélez Sársfield           |
| 1993   | Apertura | CA River Plate               |
| 1994   | Clausura | CA Independiente             |
| 1994   | Apertura | CA River Plate               |
| 1995   | Clausura | CA San Lorenzo de Almagro    |
| 1995   | Apertura | CA Vélez Sársfield           |
| 1996   | Clausura | CA Vélez Sársfield           |
| 1996   | Apertura | CA River Plate               |
| 1997   | Clausura | CA River Plate               |
| 1997   | Apertura | CA River Plate               |
| 1998   | Clausura | CA Vélez Sársfield           |
| 1998   | Apertura | CA Boca Juniors              |
| 1999   | Clausura | CA Boca Juniors              |
| 1999   | Apertura | CA River Plate               |
| 2000   | Clausura | CA River Plate               |
| 2000   | Apertura | CA Boca Juniors              |
| 2001   | Clausura | CA San Lorenzo de Almagro    |
| 2001   | Apertura | Racing Club                  |
| 2002   | Clausura | CA River Plate               |
| 2002   | Apertura | CA Independiente             |
| 2003   | Clausura | CA River Plate               |
| 2003   | Apertura | CA Boca Juniors              |
| 2004   | Clausura | CA River Plate               |
| 2004   | Apertura | CA Newell’s Old Boys         |
| 2005   | Clausura | CA Vélez Sársfield           |
| 2005   | Apertura | CA Boca Juniors              |
| 2006   | Clausura | CA Boca Juniors              |
| 2006   | Apertura | Club Estudiantes de La Plata |
| 2007   | Clausura | CA San Lorenzo de Almagro    |
| 2007   | Apertura | CA Lanús                     |
| 2008   | Clausura | CA River Plate               |
| 2008   | Apertura | CA Boca Juniors              |
| 2009   | Clausura | CA Vélez Sársfield           |
| 2009   | Apertura | CA Banfield                  |
| 2010   | Clausura | AA Argentinos Juniors        |
| 2010   | Apertura | Club Estudiantes de La Plata |
| 2011   | Clausura | CA Vélez Sársfield           |
| 2011   | Apertura | CA Boca Juniors              |
| 2012   | Clausura | Arsenal FC                   |

Saisonmodus Inicial und Final
| Saison  | Saison     | Meister                   |
| ------- | ---------- | ------------------------- |
| 2012/13 | Inicial    | CA Vélez Sársfield        |
| 2012/13 | Final      | CA Newell’s Old Boys      |
| 2012/13 | Superfinal | CA Vélez Sársfield        |
| 2013/14 | Inicial    | CA San Lorenzo de Almagro |
| 2013/14 | Final      | CA River Plate            |

Saisonmodus nach Kalenderjahr
| Saison  | Meister            |
| ------- | ------------------ |
| 2014    | Racing Club        |
| 2015    | CA Boca Juniors    |
| 2016    | CA Lanús           |
| 2016/17 | CA Boca Juniors    |
| 2017/18 | CA Boca Juniors    |
| 2018/19 | Racing Club        |
| 2019/20 | CA Boca Juniors    |
| 2021    | CA River Plate     |
| 2022    | CA Boca Juniors    |
| 2023    | CA River Plate     |
| 2024    | CA Vélez Sársfield |

Saisonmodus Apertura und Clausura
| Saison | Saison   | Meister     |
| ------ | -------- | ----------- |
| 2025   | Apertura | CA Platense |
| 2025   | Clausura |             |

### Rangliste nach Titeln
| Rang | Verein                              | Titel |
| ---- | ----------------------------------- | ----- |
| 1    | CA River Plate                      | 38    |
| 2    | CA Boca Juniors                     | 35    |
| 3    | Racing Club                         | 18    |
| 4    | CA Independiente                    | 16    |
| 5    | CA San Lorenzo de Almagro           | 15    |
| 6    | CA Vélez Sársfield                  | 11    |
| 7    | Alumni AC                           | 10    |
| 8    | Club Estudiantes de La Plata        | 6     |
| 8    | CA Newell’s Old Boys                | 6     |
| 10   | Lomas AC                            | 5     |
| 10   | CA Huracán                          | 5     |
| 12   | CA Rosario Central                  | 4     |
| 13   | Belgrano AC                         | 3     |
| 13   | AA Argentinos Juniors               | 3     |
| 15   | CA Porteño                          | 2     |
| 15   | CA Estudiantil Porteño              | 2     |
| 15   | Quilmes AC                          | 2     |
| 15   | Club Ferro Carril Oeste             | 2     |
| 15   | CA Lanús                            | 2     |
| 20   | St. Andrew’s Scots School           | 1     |
| 20   | Lomas Academy                       | 1     |
| 20   | Club de Gimnasia y Esgrima La Plata | 1     |
| 20   | Club Sportivo Barracas              | 1     |
| 20   | CS Dock Sud                         | 1     |
| 20   | CA Chacarita Juniors                | 1     |
| 20   | CA Banfield                         | 1     |
| 20   | Arsenal FC                          | 1     |
| 20   | CA Platense                         | 1     |

## Liste der Fußballmeister der Damen
Saisonmodus nach Kalenderjahr
| Saison | Saison | Meister         |
| ------ | ------ | --------------- |
| 1991   | 1991   | CA River Plate  |
| 1992   | 1992   | CA Boca Juniors |
| 1993   | 1993   | CA River Plate  |
| 1994   | 1994   | CA River Plate  |
| 1995   | 1995   | CA River Plate  |
| 1996   | 1996   | CA River Plate  |
| 1997   | 1997   | CA River Plate  |
| 1998   | 1998   | CA Boca Juniors |
| 1999   | 1999   | CA Boca Juniors |
| 2000   | 2000   | CA Boca Juniors |

Saionsmodus Apertura und Clausura
| Saison | Saison   | Meister                   |
| ------ | -------- | ------------------------- |
| 2001   | Apertura | CA Boca Juniors           |
| 2002   | Clausura | CA Boca Juniors           |
| 2002   | Apertura | CA River Plate            |
| 2003   | Clausura | CA River Plate            |
| 2003   | Apertura | CA Boca Juniors           |
| 2004   | Clausura | CABoca Juniors            |
| 2004   | Apertura | CA Boca Juniors           |
| 2005   | Clausura | CA Boca Juniors           |
| 2005   | Apertura | CA Boca Juniors           |
| 2006   | Clausura | CA Boca Juniors           |
| 2006   | Apertura | CA Boca Juniors           |
| 2007   | Clausura | CA Boca Juniors           |
| 2007   | Apertura | CA Boca Juniors           |
| 2008   | Clausura | CA Boca Juniors           |
| 2008   | Apertura | CA San Lorenzo de Almagro |
| 2009   | Clausura | CA River Plate            |
| 2009   | Apertura | CA Boca Juniors           |
| 2010   | Clausura | CA River Plate            |
| 2010   | Apertura | CA Boca Juniors           |
| 2011   | Clausura | CA Boca Juniors           |
| 2011   | Apertura | CA Boca Juniors           |
| 2012   | Clausura | CD UAI Urquiza            |
| 2012   | Apertura | CA Boca Juniors           |
| 2013   | Clausura | CA Boca Juniors           |

Saisonmodus Inicial und Final
| Saison  | Saison  | Meister         |
| ------- | ------- | --------------- |
| 2013/14 | Inicial | CA Boca Juniors |
| 2013/14 | Final   | CD UAI Urquiza  |

Saisonmodus nach Kalenderjahr
| Saison | Meister                   |
| ------ | ------------------------- |
| 2015   | CA San Lorenzo de Almagro |
| 2016   | CD UAI Urquiza            |

Europäischer Saisonmodus
| Saison  | Meister                                   |
| ------- | ----------------------------------------- |
| 2016/17 | CA River Plate                            |
| 2017/18 | CD UAI Urquiza                            |
| 2018/19 | CD UAI Urquiza                            |
| 2019/20 | wegen COVID-19-Pandemie nicht ausgetragen |

Saisonmodus nach Kalenderjahr
| Saison | Saison        | Meister                   |
| ------ | ------------- | ------------------------- |
| 2020   | Transición    | CA Boca Juniors           |
| 2021   | Apertura      | CA San Lorenzo de Almagro |
| 2021   | Clausura      | CA Boca Juniors           |
| 2022   | 2022          | CA Boca Juniors           |
| 2023   | Campeonato I  | CA Boca Juniors           |
| 2023   | Campeonato II | CA Boca Juniors           |
| 2024   | Apertura      | CA Boca Juniors           |
| 2024   | Clausura      | CA San Lorenzo de Almagro |
| 2025   | Apertura      | CA Newell’s Old Boys      |
| 2025   | Clausura      |                           |

### Rangliste nach Titeln
| Rang | Verein                    | Titel |
| ---- | ------------------------- | ----- |
| 1    | CA Boca Juniors           | 29    |
| 2    | CA River Plate            | 11    |
| 3    | CD UAI Urquiza            | 5     |
| 4    | CA San Lorenzo de Almagro | 4     |
| 5    | CA Newell’s Old Boys      | 1     |

## Weblink
- Meisterliste auf der offiziellen Website der Asociación del Fútbol Argentino (AFA), abgerufen am 28. März 2016.